# Crechac
Créchy és un municipi francès, situat al departament de l'Alier i a la regió d'Alvèrnia-Roine-Alps. L'any 2007 tenia 466 habitants.

## Demografia

### Població
El 2007 la població de fet de Créchy era de 466 persones. Hi havia 167 famílies de les quals 27 eren unipersonals (19 homes vivint sols i 8 dones vivint soles), 43 parelles sense fills, 85 parelles amb fills i 12 famílies monoparentals amb fills.
La població ha evolucionat segons el següent gràfic:
Habitants censats

### Habitatges
El 2007 hi havia 188 habitatges, 170 eren l'habitatge principal de la família, 6 eren segones residències i 12 estaven desocupats. 185 eren cases i 3 eren apartaments. Dels 170 habitatges principals, 138 estaven ocupats pels seus propietaris, 28 estaven llogats i ocupats pels llogaters i 4 estaven cedits a títol gratuït; 4 tenien dues cambres, 19 en tenien tres, 59 en tenien quatre i 87 en tenien cinc o més. 146 habitatges disposaven pel capbaix d'una plaça de pàrquing. A 54 habitatges hi havia un automòbil i a 106 n'hi havia dos o més.

### Piràmide de població
La piràmide de població per edats i sexe el 2009 era:
| Homes | Edats   | Dones |
| ----- | ------- | ----- |
| 0     | 95 o +  | 0     |
| 0     | 90 a 94 | 0     |
| 4     | 85 a 89 | 0     |
| 0     | 80 a 84 | 8     |
| 12    | 75 a 79 | 8     |
| 8     | 70 a 74 | 12    |
| 4     | 65 a 69 | 0     |
| 20    | 60 a 64 | 8     |
| 4     | 55 a 59 | 12    |
| 12    | 50 a 54 | 4     |
| 16    | 45 a 49 | 12    |
| 20    | 40 a 44 | 20    |
| 24    | 35 a 39 | 12    |
| 8     | 30 a 34 | 24    |
| 20    | 25 a 29 | 20    |
| 8     | 20 a 24 | 4     |
| 16    | 15 a 19 | 12    |
| 36    | 10 a 14 | 16    |
| 12    | 5 a 9   | 24    |
| 8     | 0 a 4   | 28    |

## Economia
El 2007 la població en edat de treballar era de 303 persones, 231 eren actives i 72 eren inactives. De les 231 persones actives 213 estaven ocupades (117 homes i 96 dones) i 18 estaven aturades (7 homes i 11 dones). De les 72 persones inactives 25 estaven jubilades, 25 estaven estudiant i 22 estaven classificades com a «altres inactius».

### Ingressos
El 2009 a Créchy hi havia 179 unitats fiscals que integraven 486,5 persones, la mediana anual d'ingressos fiscals per persona era de 16.949 €.

### Activitats econòmiques
Dels 16 establiments que hi havia el 2007, 3 eren d'empreses de fabricació d'altres productes industrials, 4 d'empreses de construcció, 2 d'empreses de comerç i reparació d'automòbils, 1 d'una empresa de transport, 1 d'una empresa financera, 2 d'empreses de serveis, 1 d'una entitat de l'administració pública i 2 d'empreses classificades com a «altres activitats de serveis».
Dels 6 establiments de servei als particulars que hi havia el 2009, 1 era una oficina de correu, 1 taller de reparació d'automòbils i de material agrícola, 3 guixaires pintors i 1 saló de bellesa.
L'any 2000 a Créchy hi havia 9 explotacions agrícoles que ocupaven un total de 660 hectàrees.

## Equipaments sanitaris i escolars
El 2009 hi havia una escola elemental.

## Poblacions més properes
El següent diagrama mostra les poblacions més properes.